# Terworm
Terworm is een buurt in Heerlen-Stad, gelegen in het buitengebied en behorend tot de wijk Welten-Benzenrade. 
Terworm ligt in het Geleenbeekdal aan de Geleenbeek. Er zijn een aantal historische monumenten en natuurgebieden, namelijk:
- Kasteel Ter Worm
- De ruïne van Kasteel Eyckholt
- Landgoed Ter Worm
- De Eikendermolen
- Hoeve Overste Douvenrade
- Overblijfsel van Hoeve Middelste Douvenrade
- Hoeve Gitzbach

Terworm wordt begrensd door de spoorlijn, de Provinciale weg 281, Nieuw Eyckholt, de Valkenburgerweg en Rijksweg 76.